# 레제프 페케르

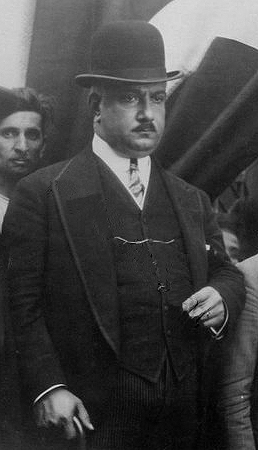
레제프 페케르

메흐메트 레제프 페케르(튀르키예어: Mehmet Recep Peker)는 튀르키예인 군인, 정치인이다. 터키의 총리를 지냈다.